# Иргень
Иргень — река в России, протекает по территории Варнавинского района и Городского округа Семёновский Нижегородской области. Устье реки находится в 261 км по левому берегу реки Керженец. Длина реки составляет 18 км, площадь водосборного бассейна 127 км².
Исток реки севернее деревни Черёмушки в 30 км к западу от Варнавина. Исток Иргеня находится рядом с истоком Навраса, здесь проходит водораздел Керженца и Ветлуги. Река течёт на юг, в нижнем течении поворачивает на запад, впадает в Керженец у деревни Большая Погорелка. Притоки — Филеник (левый), Поддорожная (правый). На реке деревни Черёмушки и Иргень.

## Данные водного реестра
По данным государственного водного реестра России относится к Верхневолжскому бассейновому округу, водохозяйственный участок реки — Волга от устья реки Ока до Чебоксарского гидроузла (Чебоксарское водохранилище), без рек Сура и Ветлуга, речной подбассейн реки — Волга от впадения Оки до Куйбышевского водохранилища (без бассейна Суры). Речной бассейн реки — (Верхняя) Волга до Куйбышевского водохранилища (без бассейна Оки).
По данным геоинформационной системы водохозяйственного районирования территории РФ, подготовленной Федеральным агентством водных ресурсов:
- Код водного объекта в государственном водном реестре — 08010400312110000034462
- Код по гидрологической изученности (ГИ) — 110003446
- Код бассейна — 08.01.04.003
- Номер тома по ГИ — 10
- Выпуск по ГИ — 0